# De Zwarte Zwadderneel
Heer Bommel en de Zwarte Zwadderneel of kortweg De Zwarte Zwadderneel is het 75ste verhaal uit de Bommelsaga, geschreven en getekend door Marten Toonder. Het verhaal verscheen voor het eerst op 9 mei 1957 en liep tot 10 juli van dat jaar. Thema: Wie een complot wil oprollen, organiseert het zelf.

## Samenvatting
De mysterieuze Zwarte Zwadderneel zorgt voor onrust in Rommeldam. Heer Bommel wordt daarom benoemd tot voorzitter van de Commissie tot bestrijding van de narigheid. Hij gaat op zoek naar de Zwarte Zwadderneel, maar vindt een alleen maar een zwartkijker, die overal commentaar op heeft. Samen met heer Bommel gaat hij proberen om alles wat leuk of mooi is te verbieden. Later worden ze voor communisten aangezien, maar uiteindelijk is de burgemeester zelfs trots op heer Bommel omdat hij de Zwarte Zwadderneel ontmaskerd heeft.

## Hoorspel
- De Zwarte Zwadderneel in het Bommelhoorspel